# Blek vitmossa
Blek vitmossa (Sphagnum aongstroemii) är en bladmossart som beskrevs av C. Hartman 1858. Enligt Catalogue of Life ingår Blek vitmossa i släktet vitmossor och familjen Sphagnaceae, men enligt Dyntaxa är tillhörigheten istället släktet vitmossor och familjen Sphagnaceae. Arten är reproducerande i Sverige. Inga underarter finns listade i Catalogue of Life.